# Artoksares
Artoksares (staroperski: *Artaxšara) – eunuch z Paflagonii, który odegrał znaczącą rolę w wydarzeniach mających miejsce w państwie Achemenidów za czasów panowania Artakserksesa I i Dariusza II. Urodził się około 465 roku p.n.e. a zmarł w 419 roku p.n.e.
Wiedzę o Artoksaresie czerpiemy głównie z pism Ktezjasza. Pierwsza wzmianka o Artoksaresie opisuje jego udział w poselstwie jakie Wielki Król wysłał do zbuntowanego satrapy Megabyzusa w 445 roku p.n.e. Artoksares miał wówczas 20 lat. Posłom udało się doprowadzić do porozumienia, ale wkrótce potem Megabyzus popadł w niełaskę i został wezwany do Persji. Artoksaresa, którego uważano za jednego z głównych sprawców porozumienia wysłano do Armenii. Jest prawdopodobne, że został on mianowany satrapą tego regionu, ale Ktezjasz nie wspomina o tym wprost.
W 424 roku p.n.e. rozpoczęła się wojna o sukcesję między synami Artakserksesa I: Kserksesem II, Sogdianusem i Dariuszem II Ochosem, która wyniosła Artoksaresa na jedną z najważniejszych osób w państwie. Poparł on bowiem, zwycięskiego jak się miało okazać Dariusza, wchodząc w sojusz z dowódcą jazdy Arbariusem i satrapą Egiptu, Arsamesem. Nie tylko zyskał sobie mocną pozycję na dworze, ale Dariusz II nadał mu najprawdopodobniej część ziem zdobytych na zwolennikach innych pretendentów. O fakcie tym wspominają archiwa rodziny Muraszu z Nippur, które mówią o Artaszarze (Artahŝar), identyfikowanym przez historyków z Artoksaresem, który dostał ziemie Manustanu (identyfikowanym z Menostanesem), zwolennika Sogdianusa.
Pasmo sukcesów zakończyło się w 419 roku p.n.e., kiedy to oskarżony o spiskowanie Artoksares został ścięty na rozkaz królowej Parysatis, żony Dariusza II. Oskarżenie i egzekucja miały miejsce zaraz po rewolcie grupy możnych i satrapów, możliwe więc że Artoksares brał w niej udział lub też w jakiś sposób jej sprzyjał. Możliwe jednak, że jego śmierć była efektem rywalizacji o wpływy na dworze perskim a Parysatis, która w zasadzie współrządziła z Dariuszem II, oskarżyła go fałszywie, chcąc w ten sposób wyeliminować przeciwnika.